# Pseudostellaria oxyphylla
Pseudostellaria oxyphylla là loài thực vật có hoa thuộc họ Cẩm chướng. Loài này được (B.L. Rob.) R.L. Hartm. & Rabeler mô tả khoa học đầu tiên năm 2004.